# Штамм, Николай Львович
Николай Львович Штамм (9 [22] марта 1906, Мстёра, Ивановская Промышленная область — 2 октября 1992, Москва) — советский скульптор. Заслуженный художник РСФСР (1979).

## Биография
Николай Штамм родился 9 (22) марта 1906 года в посёлке Мстёра Владимирской губернии в семье профессора музыки. В молодости занимался музыкой. В 1925—1927 годах учился в Мстёрском художественном техникуме имени Наркомпроса. В 1927—1930 годах учился в московском ВХУТЕИНе у И. С. Ефимова, В. И. Мухиной и И. М. Чайкова. В 1931—1932 годах учился в Ленинграде в Институте пролетарского изобразительного искусства у Б. Е. Каплянского и А. Т. Матвеева.
После окончания института жил в Москве. В конце 1950—1960-х годов получил мастерскую в Нововладыкине. Работал в монументальной, монументально-декоративной и станковой скульптуре. Также занимался живописью.
Персональные выставки Н. Л. Штамма проходили в Москве в 1964, 1973 и 1986 годах. Также он принимал участие в групповых выставках в 1972 и 1974 годах в Москве.
Умер в Москве 2 октября 1992 года. Похоронен на Ваганьковском кладбище.

## Творчество
О творчестве Н. Л. Штамма 1920—1930-х годов известно мало. Работы того периода почти не сохранились.
В 1939 году Н. Л. Штамм совместно с А. П. Антроповым выполнил скульптуры «Текстильщица и хлопкороб», «Чабан», «Узбек и узбечка» для главного павильона ВСХВ. В 1944—1946 годах занимался оформлением станций Московского метрополитена. 
После войны занимался декоративно-монументальным оформлением МГУ. Принимал участие в создании памятника Юрию Долгорукому в Москве (1954).
По утверждению искусствоведа И. Е. Светлова, перелом в творчестве Н. Л. Штамма начался на рубеже 1950—1960-х годов: «получает выход накопившаяся у художника жажда романтики, даёт себя чувствовать влечение к поэзии и музыке». Появляются темпераментные живописные картины. Излюбленными темами в скульптуре становятся образ А. А. Блока и творчество Данте Алигьери. Нашла выражение в его творчестве и любовь к музыке (скульптуры «Паганини», «Моцарт и Сальери»). Тема Великой Отечественной войны была отражена в памятнике погибшим в Светлограде (1970). В начале 1970-х годов он увлёкся работой в дереве.

## Монументальные произведения
- Памятник-бюст дважды Герою Советского Союза А. Ф. Клубову в селе Кубенском (1949)[6]
- Памятник Юрию Долгорукому в Москве (1947—1954, совместно со скульпторами С. М. Орловым, А. П. Антроповым и архитектором В. С. Андреевым)
- Памятник П. П. Аносову в Златоусте (1950—1954, совместно со скульпторами А. П. Антроповым и архитектором Т. Л. Шульгиной)[3]
- Мемориал «Памяти павших в 1941—1945» в Светлограде (1970)[3]
- Памятник «Ленский расстрел» в Бодайбо (1970—1972, совместно со скульпторами А. П. Антроповым, С. Л. Рабиновичем и архитектором В. М. Новаком)[3]

## Награды и звания
- Заслуженный художник РСФСР (1979)[1]